# Crowdin
Crowdin é uma empresa proprietária de tecnologia e serviços de tradução em nuvem. Ela fornece um software como serviço para produtos comerciais e fornece um software gratuito para projetos de código aberto não comercais e projetos educacionais. Ela está sediada em Tallinn, Estonia.

## História
A empresa foi fundada em 2008 pelo programador ucraniano Serhiy Dmytryshyn como um projeto passatempo para a tradução de projetos pequenos.[carece de fontes?] A plataforma foi oficialmente lançada em janeiro de 2009. Desde então ela foi adotada entre empresas de softwares e no desenvolvimento de jogos (incluindo Minecraft), para a tradução de software.

## Mecanismos de tradução
A ferramenta tem um editor de tradução online, em que os textos podem ser traduzidos e revisados por linguistas. As estratégias de tradução incluem um time de tradução em casa, contribuição colaborativa, e agência de tradução. A Crowdin tem um marketplace com agências de tradução: Inlingo, Alconost, Applingua, Babble-on, Gengo, Tomedes, Translated, Translate by Humans, WritePath, Farsi Translation Services, Bureau Translations, e2f, Web-lingo, Leanlane, e Acclaro.
A Crowdin tem uma tradução automática integrada no fluxo de trabalho de tradução. Ela atualmente suporta os seguintes sistemas MT: Microsoft Translator, Yandex.Translate, Google Tradutor, Amazon Translate, Watson (IBM) Translator, Tradutor DeepL. As traduções automáticas podem ser pós-editada.